# Karnyx

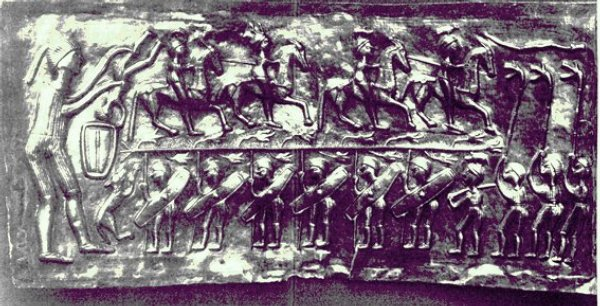
Vyobrazení na jednom ze třinácti segmentů kotlíku z Gundestrupu. V pravé části jsou znázorněni tři hráči na karnyx.

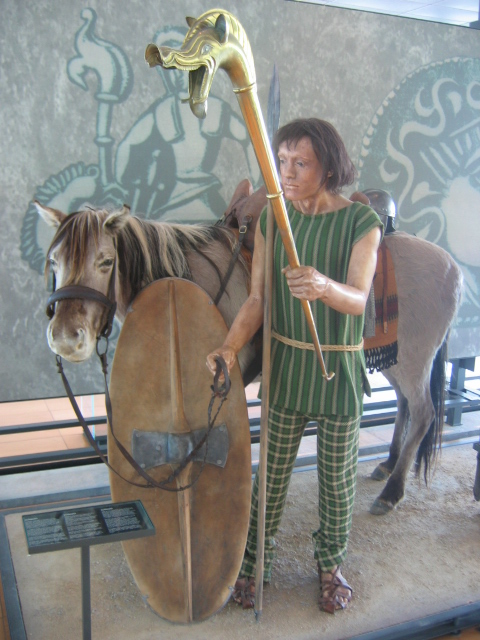
Figurína Kelta nesoucího karnyx

Karnyx (také karnix nebo nejčastěji carnyx) byl keltský žesťový hudební nástroj (300 př. n. l. – 500 n. l.)

## Popis
Jde o zvláštní formu bronzové trubky, orientované vertikálně a zakončené do pravého úhlu nasazeným vodorovným roztrubem v podobě hlavy kance. Používal se ve válce, v boji, pravděpodobně při nástupu jednotek do bitvy a k zastrašení nepřátel. Nošení ve svislé poloze umožňovalo, aby se jeho zvuk z vysoko umístěného roztrubu nesl do daleka nad hlavami účastníků bitvy (či obřadů).

## Doklady existence

### Ikonografie
Nástroj je znám z vyobrazení na keltských mincích a z výzdoby kotlíku z Gundestrup.

### Archeologie
Dobře dochovaný příklad je tzv. Deskfordský Carnyx, nalezený v roce 1816 na břehu zálivu Moray Firth v Aberdeenshire ve Skotsku. Do roku 2004 byly známy pouze fragmenty dalších čtyř karnyxů. V listopadu tohoto roku však bylo odkryto pět velmi dobře dochovaných exemplářů z 1. století př. n. l. - 1. století n. l. pod galo-římským chrámem v Tintignacu (Corrèze, Francie). Čtyři z nich mají roztrub v podobě hlavy kance, pátý v podobě hlavy hada.

### Karnyx v jiných kulturách
Karnyx nebyl používán výlučně Kelty, je potvrzen jeho výskyt i u Dáků (vyobrazení scén z dáckých válek na Trajánově sloupu). Je možné, že nástroj byl rozšířen u populací doby železné v celé barbarské Evropě. Přijali ho i Řekové pod názvem
carnyx (κάρνυξ) a jeho ekvivalentem je římská trubka lituus.

## Současnost
V roce 1991 zahájil rekonstrukci Deskfordského Carnyxu (za finanční podpory Glenfiddich Living Scotland a Skotského národního muzea) muzikolog John Purser ve spolupráci s archeologem Fraserem Hunterem, trombonistou Johnem Kennym a zlatníkem Johnem Creedem. Po dvou tisících let mlčení se Deskfordský Carnyx (resp. jeho replika) rozezněl v Národním muzeu v dubnu roku 1993 prostřednictvím Johna Kennyho, který od té doby na nástroj nejen hraje, ale i vyučuje, a to v mezinárodním měřítku, jak v koncertních sálech, tak v masmédiích.

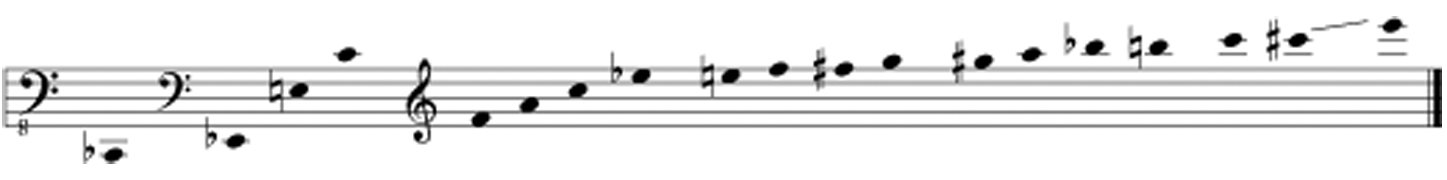
Tónový rozsah rekonstruovaného Deskfordského Carnyxu.

V současnosti zkomponoval řadu skladeb pro karnyx, vydal množství CD a 15. března roku 2003 uskutečnil koncert pro 65.000 účastníků v Paříži.